# Ubaye-Serre-Ponçon
Ubaye-Serre-Ponçon is een gemeente in het Franse departement Alpes-de-Haute-Provence (regio Provence-Alpes-Côte d'Azur). De plaats maakt deel uit van het arrondissement Barcelonnette. Ubaye-Serre-Ponçon is op 1 januari 2016 ontstaan door de fusie van de gemeenten La Bréole en Saint-Vincent-les-Forts.
Barcelonnette · La Condamine-Châtelard · Enchastrayes · Faucon-de-Barcelonnette · Jausiers · Le Lauzet-Ubaye · Méolans-Revel · Pontis · Saint-Paul-sur-Ubaye · Saint-Pons · Les Thuiles · Ubaye-Serre-Ponçon · Uvernet-Fours · Val d'Oronaye